# Amphibromus nervosus
Amphibromus nervosus es una especie de la tribu Aveneae, perteneciente a la familia de las poáceas. Está presente en Australia. 

## Descripción
Es una gramínea perenne que crece hasta los 13 dm de altura. Florece verde, en verano hasta el otoño. Prefiere suelos poco drenados.
Herbácea perenne ocasionalmente enraiza en los nudos; tallos erectos, achatados, de 1-3 mm de ancho, glabros a ligeramente escabrosos, 2-5-nudos.
Hojas ligeramente escabrosas a escabrosas; lígula aguda, de 1-2 cm de long.; lámina lineal, de 1,5-3,5 mm de ancho, glabra a escabrosa.
Panícula erecta, contractada, incompletamente exserta, de 4 dm de long. Espigas de 10-16 mm de long, con 4-6-flores. Glumas unecuales a subecuale, glabras, agusa; la inferior 1-5-nervada, la superior 3-5-nervada. Lemma escabrosa, 5-7,2 mm de long, 5-7-nervada; apex con 2-4-dientes.

## Taxonomía
Amphibromus nervosus fue descrita por Carlos Linneo y publicado en (Report,) Botanical Society and Exchange Club of the British Isles 1916: 604. 1917.
Sinonimia
- Amphibromus neesii Steud
- Avena nervosa R.Br.
- Danthonia nervosa Hook.f.[1]